# Eijiro Takeda
Eijiro Takeda (武田 英二郎 Takeda Eijiro?), född 11 juli 1988 i Kanagawa prefektur, är en japansk fotbollsspelare.
Takeda började sin karriär 2010 i Shonan Bellmare. 2011 flyttade han till Yokohama F. Marinos. Efter Yokohama F. Marinos spelade han för JEF United Chiba, Gainare Tottori, Avispa Fukuoka, Shonan Bellmare och Yokohama FC.